# 多脉柳叶菜
多脉柳叶菜（学名：Epilobium roseum sp. subsessile）为柳叶菜科柳叶菜属下的一个亚种。